# Schefflera wallichiana
Schefflera wallichiana är en araliaväxtart som först beskrevs av Robert Wight och George Arnott Walker Arnott, och fick sitt nu gällande namn av Hermann August Theodor Harms. Schefflera wallichiana ingår i släktet Schefflera och familjen araliaväxter. Inga underarter finns listade.

## Bildgalleri

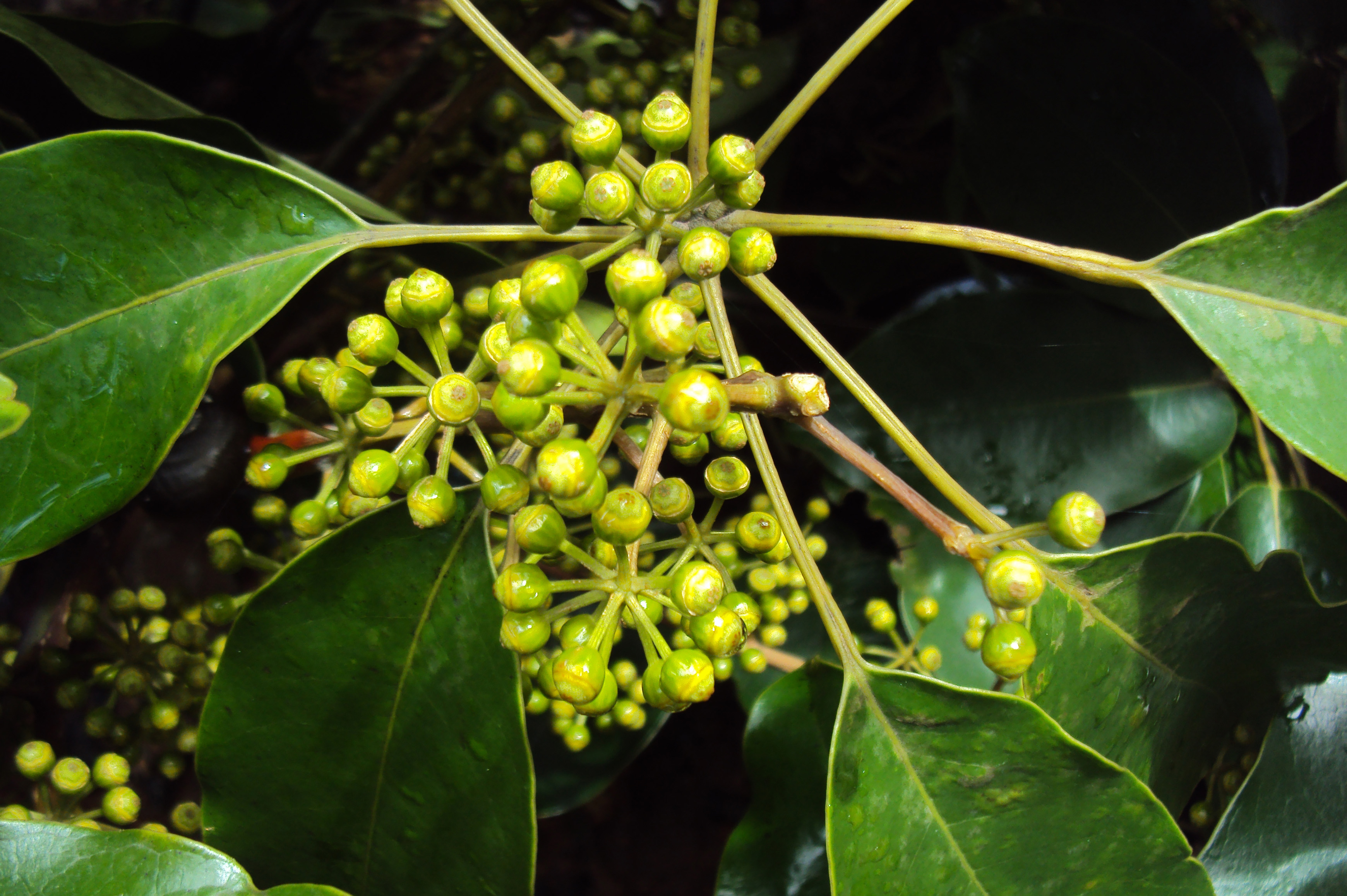
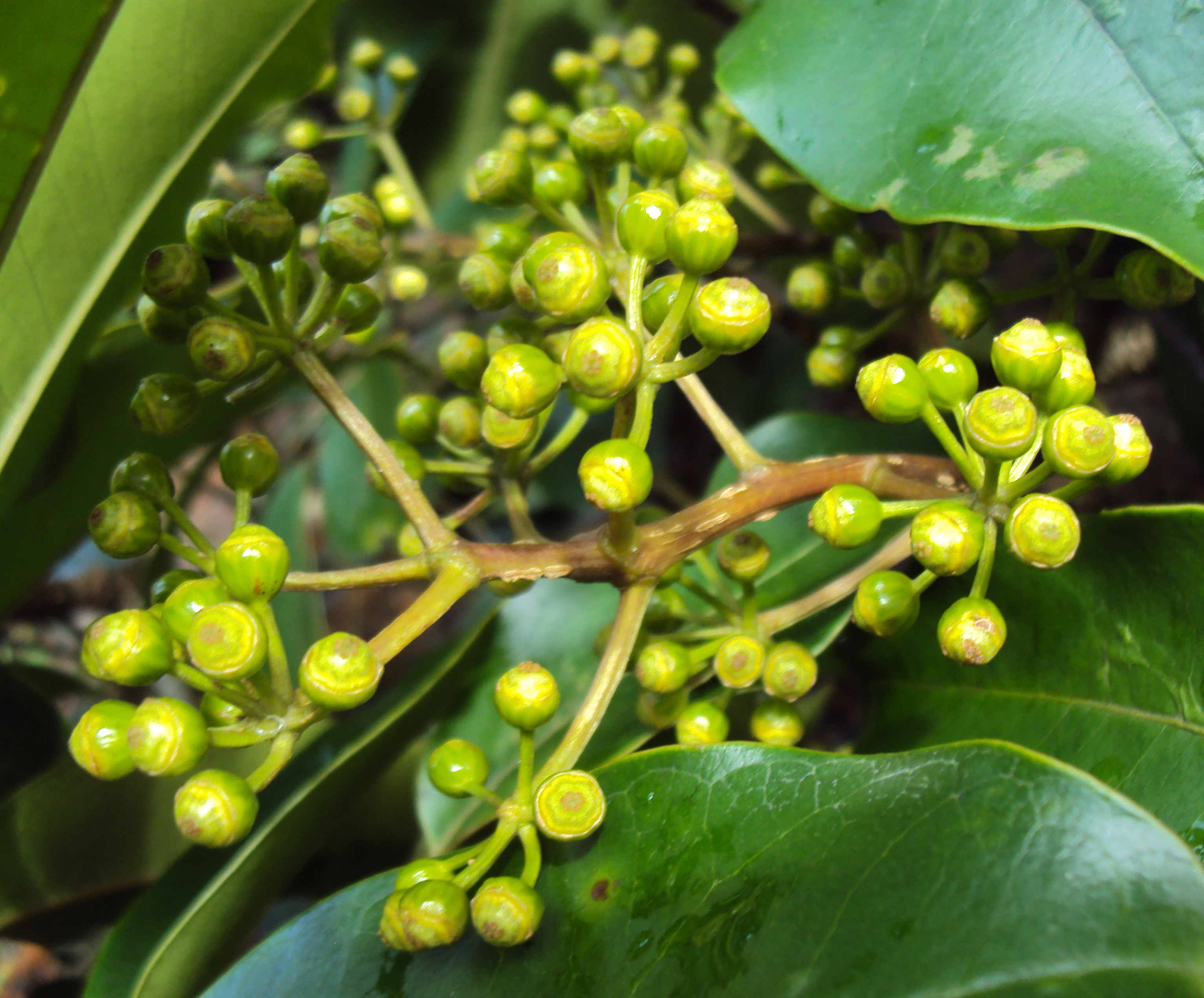
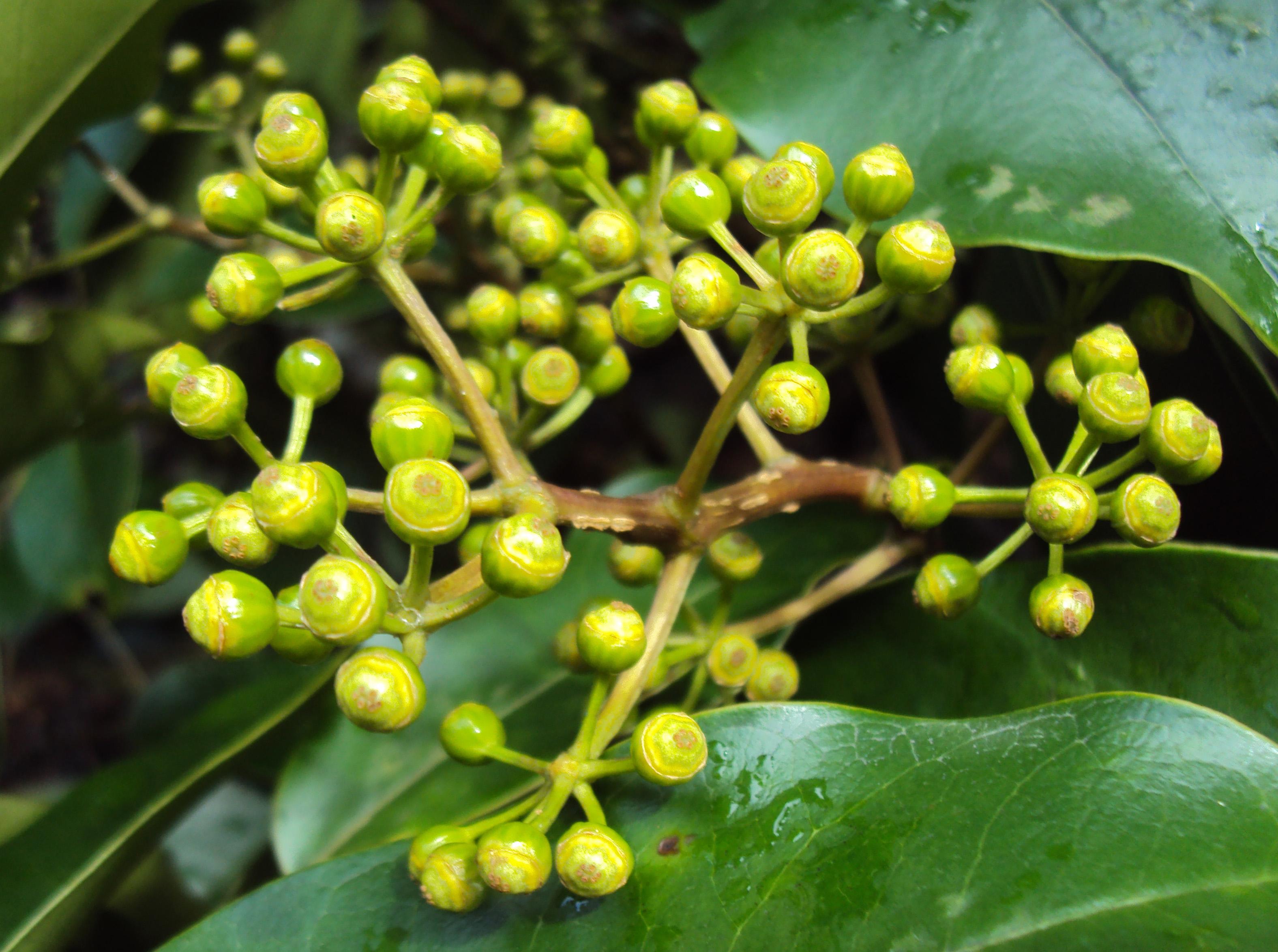
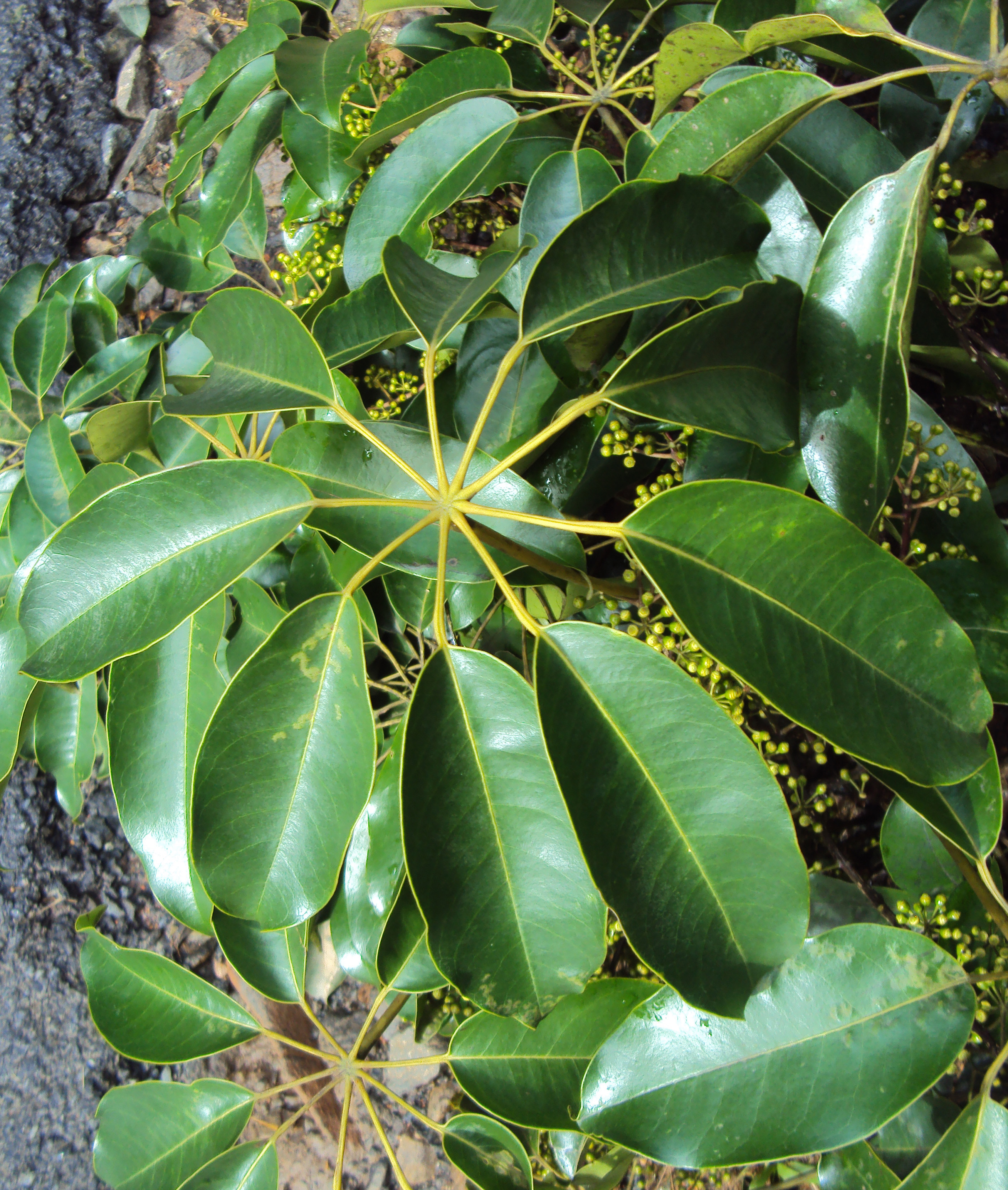
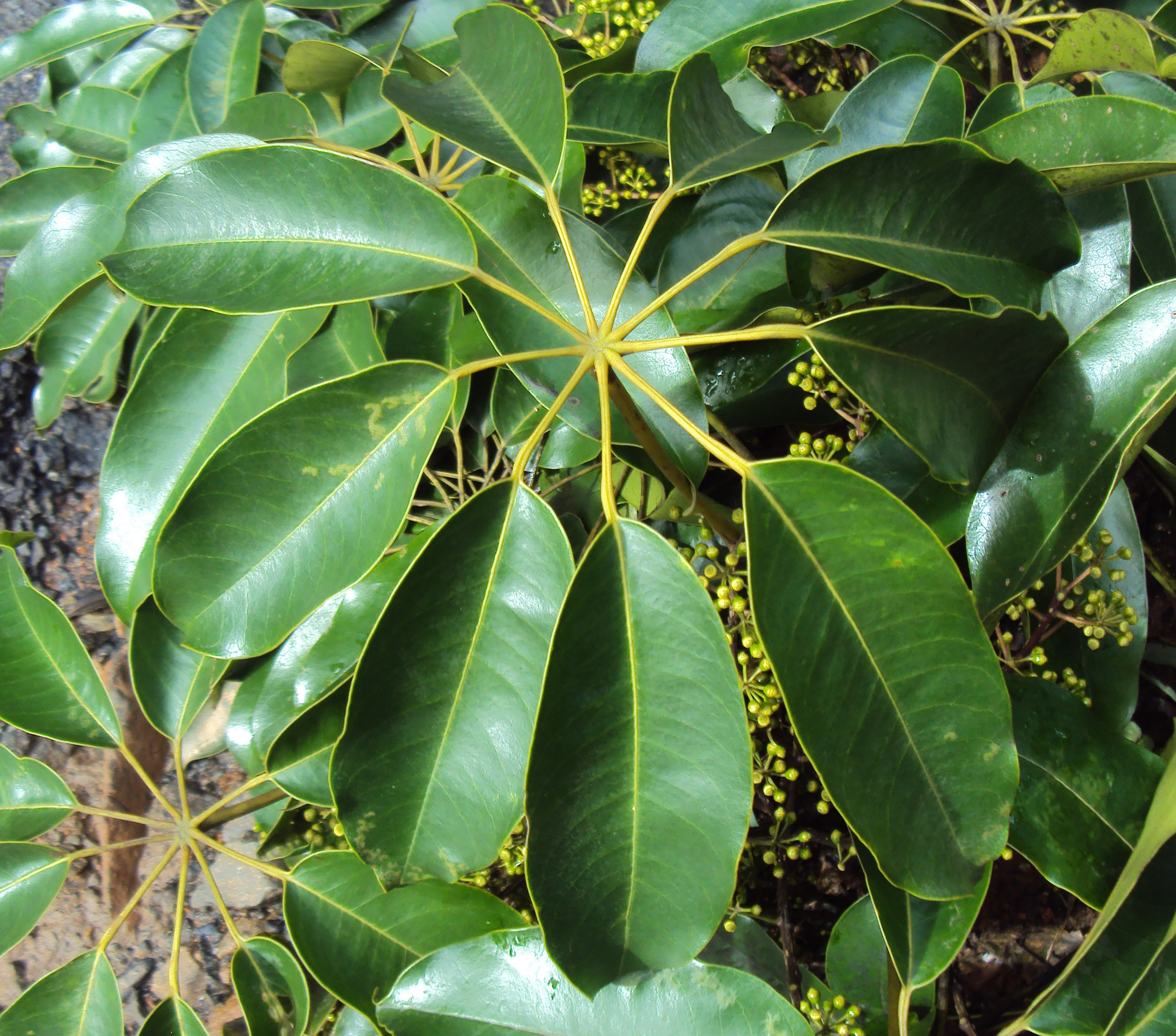
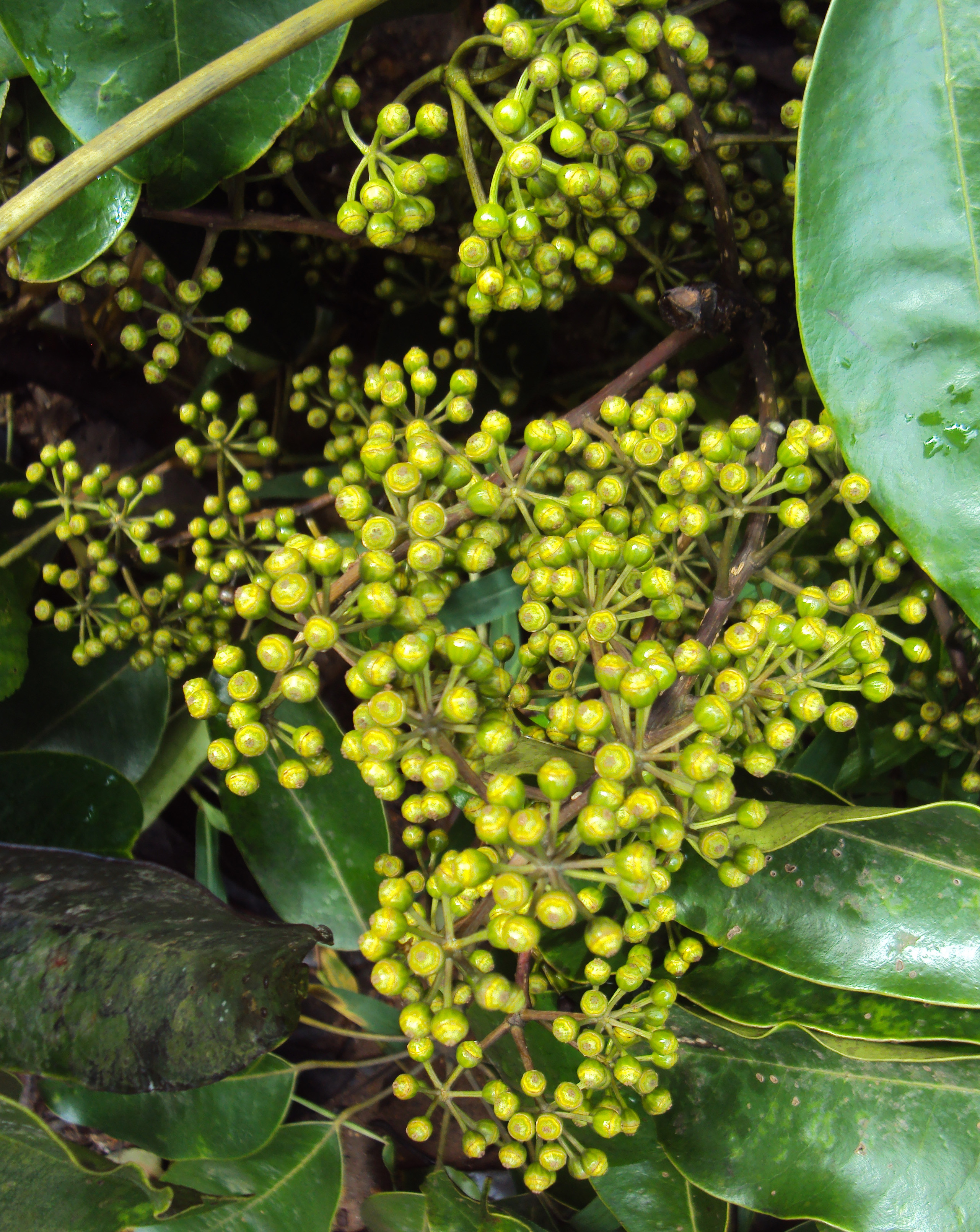